# Bucu
Bucu è un comune della Romania di 2 391 abitanti, ubicato nel distretto di Ialomița, nella regione storica della Muntenia.